# Лактопоэз
Лактопоэз (лат. lactopoesis) — процесс поддержания лактации после того, как она уже началась.
Для нормального лактопоэза необходимым условием являются процессы, которые происходят в железистой ткани во время беременности.
Это проявляется изменением соотношения эпителиальных, соединительнотканных и жировых компонентов в молочной железе. Уменьшается доля жировой ткани, отекает и уменьшается плотность соединительной ткани, усиливается васкуляризация и возникает гипертрофия альвеол и протоков. Эти изменения происходят под действием гормонов.
Процесс лактопоэза поддерживается кормлением грудью с помощью нейрогормональных рефлексов благодаря сосанию. Рефлекторная дуга начинается в чувствительных рецепторах сосков и ареол. Оттуда по нейронам спинного мозга сигнал поступает в гипоталамус. В гипоталамусе запускается продукция окситоцина и других октапептидов, а также внегипофизарных гормонов и гормонов аденогипофиза, которые поддерживают лактацию.